# Jo-Anne Faull
Jo-Anne Faull (Kadina, 13 gennaio 1971) è un'ex tennista australiana.

## Carriera
In carriera ha vinto 2 titoli di doppio. Nei tornei del Grande Slam ha ottenuto il suo miglior risultato raggiungendo i quarti di finale di doppio agli Australian Open nel 1990 e a Wimbledon nel 1992 e nel 1993.

## Statistiche

### Singolare

#### Finali perse (1)
| Numero | Anno             | Torneo                       | Superficie | Avversaria in finale | Punteggio |
| 1.     | 12 febbraio 1989 | Fernleaf Classic, Wellington | Cemento    | Conchita Martínez    | 1-6, 2-6  |

### Doppio

#### Vittorie (2)
| Numero | Anno             | Torneo                         | Superficie | Compagna         | Avversarie in finale           | Punteggio     |
| 1.     | 10 febbraio 1991 | Wellington Classic, Wellington | Cemento    | Julie Richardson | Belinda Borneo Clare Wood      | 2-6, 7-5, 7-6 |
| 2.     | 4 ottobre 1992   | Taiwan Open, Taipei            | Cemento    | Julie Richardson | Amanda Coetzer Cammy MacGregor | 3-6, 6-3, 6-2 |

### Doppio

#### Finali perse (5)
| Numero | Anno              | Torneo                         | Superficie | Compagna         | Avversarie in finale            | Punteggio     |
| 1.     | 4 febbraio 1990   | Toray Pan Pacific Open, Tokyo  | Sintetico  | Rachel McQuillan | Gigi Fernández Elizabeth Smylie | 2-6, 2-6      |
| 2.     | 30 settembre 1990 | WTA Bayonne, Bayonne           | Sintetico  | Rachel McQuillan | Louise Field Catherine Tanvier  | 6-7, 7-6, 6-7 |
| 3.     | 3 febbraio 1991   | ASB Classic, Auckland          | Cemento    | Julie Richardson | Patty Fendick Larisa Neiland    | 3-6, 3-6      |
| 4.     | 9 febbraio 1992   | Wellington Classic, Wellington | Cemento    | Julie Richardson | Belinda Borneo Clare Wood       | 0-6, 6-7      |
| 5.     | 10 ottobre 1993   | Taiwan Open, Taipei            | Cemento    | Kristine Kunce   | Yayuk Basuki Nana Miyagi        | 4-6, 2-6      |